# Títol 10 del Codi de Reglaments Federals
El títol 10 del Codi de regulacions federals és un dels 50 títols que componen el Codi de regulacions federals dels Estats Units (CFR) i conté el conjunt principal de normes i regulacions emeses per agències federals sobre l'energia nuclear. Està disponible en format digital i imprès i es pot consultar en línia mitjançant el Codi electrònic de regulacions federals (e-CFR).

## Estructura
La taula de continguts, tal com es reflecteix a l'e-CFR actualitzat el 19 de juny de 2014, és la següent:
| Volum | Capítol | Parts     | Entitat reguladora                                                              |
| ----- | ------- | --------- | ------------------------------------------------------------------------------- |
| 1     | jo      | 0-50      | Comissió Reguladora Nuclear                                                     |
| 2     | jo      | 51-199    | Comissió Reguladora Nuclear                                                     |
| 3     | II      | 200-499   | Departament d'Energia                                                           |
| 4     | II      | 500-699   | Departament d'Energia                                                           |
| 4     | III     | 700-999   | Departament d'Energia                                                           |
| 4     | X       | 1000-1099 | Departament d'Energia (Disposicions Generals)                                   |
| 4     | XIII    | 1300-1399 | Junta Tècnica de Revisió de Residus Nuclears                                    |
| 4     | XVII    | 1700-1799 | Junta de Seguretat de les Instal·lacions Nuclears de Defensa                    |
| 4     | XVIII   | 1800-1899 | Comissió de residus radioactius de baixa concentració interestatal del nord-est |

Les parts 0 a 199 són els requisits (i reservats per als requisits) prescrits per la Comissió de Regulació Nuclear dels Estats Units (NRC) i vinculants per a totes les persones i organitzacions que rebin una llicència de NRC per utilitzar materials nuclears o explotar instal·lacions nuclears. Cal una llicència per al disseny, la fabricació, la construcció, l'explotació i la clausura de reactors nuclears. Aquestes instal·lacions poden ser reactors comercials, de recerca o de prova. L'autoritat és àmplia i cobreix les llicències d'operadors facilitadors individuals a les entitats que operen aquestes instal·lacions.